# Damaturu
Damaturu est une ville de l'État de Yobe, au nord-est du Nigeria.
L'agglomération est traversée par l'autoroute A3 et possède une population estimée en 2010 à 44 268 habitants.
La ville fait régulièrement l'objet d'attaques et d'attentats du groupe islamiste Boko Haram.